# Речица (Бойник)
Речица (серб. Речица) — село в общине Бойник Ябланичского округа Сербии.

## Население
Согласно переписи населения 2002 года, в селе проживало 148 человек (122 серба и 26 цыган).
| Численность населения | Численность населения | Численность населения | Численность населения | Численность населения | Численность населения | Численность населения | Численность населения |
| 1948                  | 1953                  | 1961                  | 1971                  | 1981                  | 1991                  | 2002                  | 2011                  |
| --------------------- | --------------------- | --------------------- | --------------------- | --------------------- | --------------------- | --------------------- | --------------------- |
| 496                   | 491                   | 427                   | 360                   | 256                   | 181                   | 148                   | 97                    |

## Религия
Согласно церковно-административному делению Сербской православной церкви, село относится к Бойницкому (Придворицкому) приходу Ябланичского архиерейского наместничества Нишской епархии.